# Euphorbia tisserantii
Euphorbia tisserantii är en törelväxtart som beskrevs av Auguste Jean Baptiste Chevalier och Roger Sillans. Euphorbia tisserantii ingår i släktet törlar, och familjen törelväxter. Inga underarter finns listade i Catalogue of Life.